# Efterlevande
Efterlevande är de personer som är närmast anhöriga till en avliden. Som regel avses de med närmast släktskap, men beroende på familjestruktur kan även andra personer inräknas i begreppet. Vid oenighet om hur den avlidne skall begravas försöker de efterlevande enas, men när tvisterna inte kan lösas reglerar juridiken vilka personer som har beslutsrätt. Vid begravningsgudstjänst i Svenska kyrkan är det brukligt att de efterlevande och släkten sitter på en särskild sida i kyrkan, men det varierar i olika kyrkor om det är höger eller vänster.
När en person avlider framgår det i ett dödsfallsintyg med släktutredning vilka som i juridisk mening är efterlevande till den som har dött. De ansvarar för dödsboet tills arvet är skiftat. Efterlevandeguiden innehåller information om vad efterlevande behöver göra i samband med dödsfall. Efterlevandeguiden är ett samarbete med Pensionsmyndigheten, Försäkringskassan och Skatteverket.